# مرغ توفان گوادلوپ
مرغ توفان گوادلوپ(نام علمی: Oceanodroma macrodactyla) نام یک گونه از سرده اقیانوس‌روها است.